# Adeline Ames
Adeline Sarah Ames (6 de octubre de 1879-11 de febrero de 1976) fue una micóloga, botánica, y curadora estadounidense.

## Carrera
En 1913, la Dra. Ames sirvió como asistente patóloga forestal en el Departamento de Industrias Vegetales en Washington D. C.
Entre 1920 a 1941 fue profesora de biología en el Sweet Briar College.

## Obra científica
En febrero de 1913, mientras estudiante graduada en la Universidad Cornell, estudió la colección de Polyporaceae en el New York Botanical Garden, con especial referencia a las especies presentes en Estados Unidos.
En 1918, el Journal of the Royal Microscopical Society, reportó que:

Adeline Ames ha testeado los puntos térmicos de germinación y de muerte de una serie de fungi. Monilia y Penicillium pueden germinar a 0 °C pero su crecimiento es muy lento. Otros fungi testeados: Thielaviopsis paradox, Rhizopus nigricans, Glomerella rufomaculans y Cephalothecium roseum no desarrollaron bajo 5 °C excepto Rhizopus, ninguno de ellos germinó por encima de 36 °C.

El punto térmico de muerte de Rhizopus se encontró que era de 60 °C, de Penicillium 58 °C. Los resultados prácticos fueron la determinación de la temperatura necesaria para evitar pudriciones debidas a esos fungi.

## Algunas publicaciones
- 1913. Studies in the Tolyporacene. Reimpreso, 43 p.

- 1913. A Consideration of Structure in Relation to Genera of the Polyporaceae. V. 154 de Contributions from the Department of Botany: Department of Botany, NY Cornell University Ithaca, 43 p.

- 1903. "Studies on the structure and behavior of rosettes". ETD collection for University of Nebraska - Lincoln, 82 p. Paper AAIEP32835.

- La abreviatura «A.Ames» se emplea para indicar a Adeline Ames como autoridad en la descripción y clasificación científica de los vegetales.[7]

- Portal:Biografías. Contenido relacionado con Botánica.
- Portal:Biología. Contenido relacionado con Taxonomía.